# Charles Nungesser
Charles Eugene Jules Marie Nungesser (15. března 1892 – 8. května 1927) byl francouzský stíhací pilot, osminásobné letecké eso, balónové eso, dobrodruh a podnikatel. Stal se třetím nejúspěšnějším francouzským stíhačem první světové války se 43 potvrzenými (z nich bylo 7 pozorovacích balónů) a 11 pravděpodobnými sestřely.
Byl proslulý flamendr, pijan, sukničkář a potížista, jedním z jeho přátel bylo i jedno z prvních stíhacích es a taktéž velký potížista, flamendr a sukničkář, Jean Navarre. Tito dva údajně vytvořili předobraz stíhacích es: "pohlední, lehkomyslní hejsci". Byli nedisciplinovaní a milovali Paříž, kterou si užívali plnými doušky.
Jednou z jeho údajných společnic byla i slavná dvojitá špiónka a exotická tanečnice Mata Hari, které předal smyšlené informace o novém, tajném letadle s osmi novými (též tajnými) motory.

## První světová válka

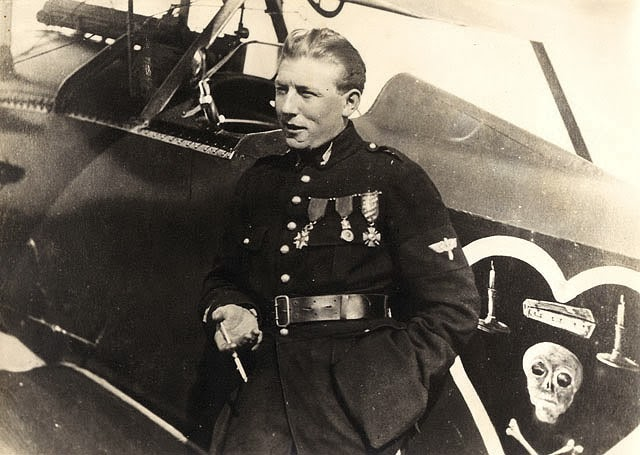
Nungesser se svým stíhacím letounem Nieuport 23. Na boku je jeho emblém.

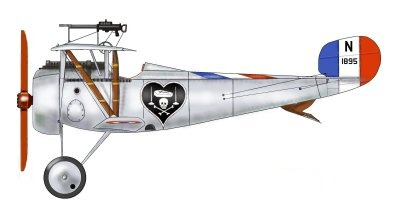
Nieuport 17 „Le hussard de la mort“ („Jezdec smrti“) na němž létal Charles Nungesser

Během války utrpěl velké množství zranění, ale vždy se v nejkratší možné době vracel k bojovému létání. Mnohdy létal ještě v obvazech a do kokpitu i z něj mu museli pomáhat mechanici. Krátce působil i u americké Escadrille N 124 Lafayette, kterou si vybral pro svou rekonvalescenci. Byl to kompromis, protože Nungesser byl divoký a nedisciplinovaný ve vzduchu stejně jako v nemocnici, nenáviděl ji a často utíkal. Escadrille Lafayette mu umožnila létat a být zároveň pod dohledem lékařů v nedaleké nemocnici. Při prvním setkání u nich na letišti se Američané podivovali nad zafáčovanou postavou opírající se o hůl s metály na hrudi a zlatým úsměvem (při jednom z posledních střetů s nepřítelem přišel skoro o všechny zuby, když jeho ústa šikmo zasáhla nepřátelská kulka a zanechala mu jasně viditelnou jizvu na spodním rtu). V té době dle vyjádření pilotů připomínal spíše invalidu než bojového pilota zralého do akce. Za necelý měsíc získal u jednotky sice "jen" 1 sestřel, ale čerstvým americkým pilotům předal něco cennějšího, své zkušenosti a triky získané za poslední rok na frontě.
Létal hlavně strojích značky Nieuport, které byly známé pro své mimořádné akrobatické vlastnosti.
Nieuport 11, 17, 17bis, 24, 25, 27 a ke konci války Spad S.XIII.
Lékařská zpráva ke dni jeho vyřazení ze služby v roce 1919 obsahovala toto: fraktura lebky, otřes mozku, mnohačetná vnitřní zranění, pět fraktur horní a dvě fraktury dolní čelisti, kus protiletadlového šrapnelu usazeného v pravé ruce, vykloubená obě kolena, opětovné vymknutí levého kolene, střelné zranění na ústech, střelné zranění na uchu, atrofie šlach v levé noze, atrofie svalovin v lýtku, vykloubená klíční kost, vykloubené zápěstí, vykloubený pravý kotník, ztráta zubů, pohmožděniny příliš četné, než aby stály za zmínku.
Během války získal mimo jiné tato vyznamenání: francouzská Vojenská medaile, Řád čestné legie, Válečný kříž, belgický Válečný kříž, americký Křiž za vynikající službu, britský Vojenský kříž a mnohá další vyznamenání.

## Po válce

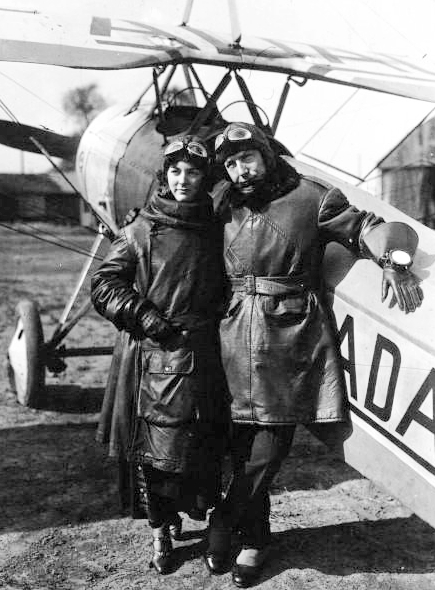
Nungesser se snoubenkou Consuelou Hatmakerovou před letounem Morane-Saulnier na letišti letišti Paříž-Orly v roce 1923.

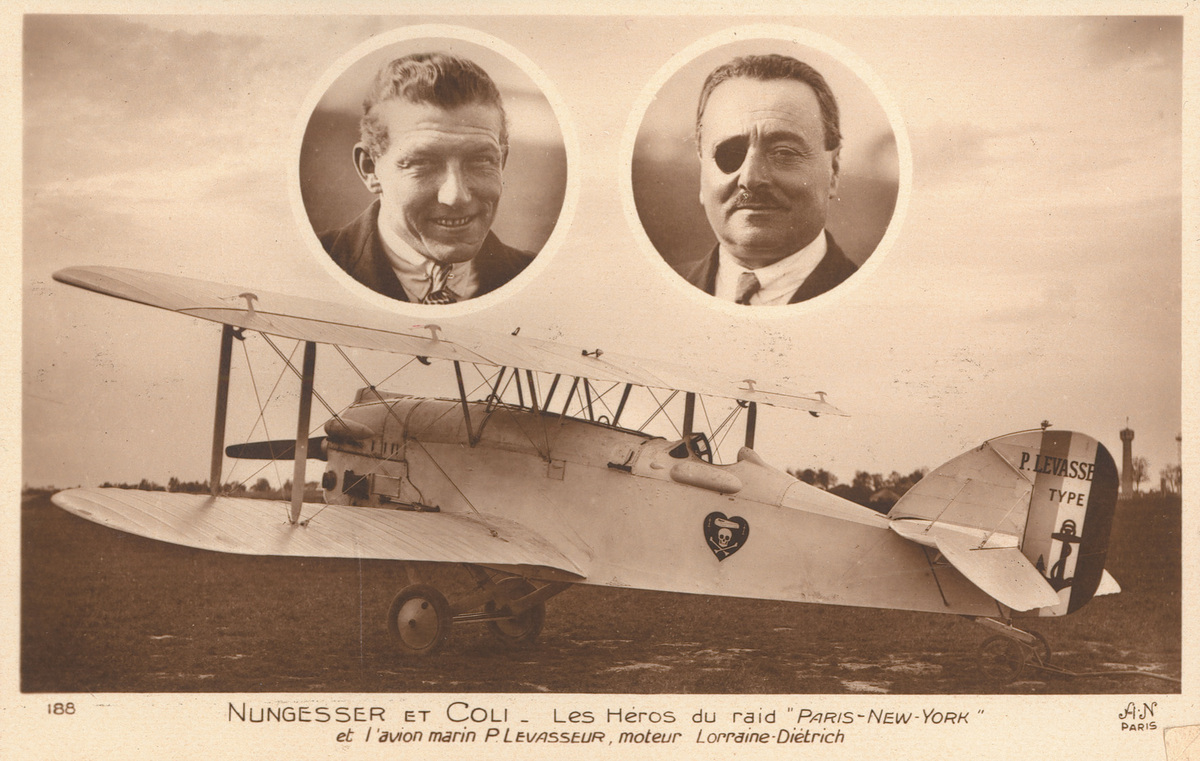
Pohlednice na níž jsou Nungesser a François Coli s letounem Levasseur P. L.8 L’Oiseau Blanc, se kterým zmizeli v roce 1927 při pokusu transatlantický přelet z Paříže do New Yorku

Jako mnoho dalších válečných veteránů měl potíže se zařazením zpět do běžného života. Pokusil se založit leteckou školu doufaje, že uplatní svou slávu, ale kvůli poválečnému nezájmu o letectví zkrachoval a tak se věnoval leteckým show, kde předváděl své letecké souboje z války. Při turné v Americe se seznámil se zámožnou Američankou, Consuelou Hatmakerovou, kterou si 25. května 1925 vzal. Většina lidí považovala jeho sňatek za výhodný obchod, ale on ji upřímně miloval a nikdy, ani v nejvyšší nouzi si od ní nevzal peníze, neměl v zájmu žít z jejího bohatství. Zkusil štěstí u amerických filmových společností a zahrál si hlavní roli v němém válečném filmu The Sky Raider (1925, režie T. Hayes Hunter), kde hrál sám sebe.
V roce 1927 se Nungesser pokusil o přelet Atlantského oceánu z Paříže do New Yorku, na nějž byla roku 1919 vypsána Orteigova cena v hodnotě 25 000 dolarů. V roce 1923 se začal na přelet připravovat pilot a navigátor François Coli, který byl veteránem první světové války. Původně s ním měl letět jeho kamarád z války a letecké eso Paul Tarascon, protože se však zranil při letecké nehodě, Nungesser se stal jeho náhradníkem.
Dne 8. května 1927 v 5:18 Nungesser odstartoval z pařížského letiště Le Bourget k pokusu o transatlantický přelet do New Yorku. Pilotoval speciálně upravený jednomotorový dvouplošník Levasseur P. L.8 pojmenovaný L’Oiseau Blanc (Bílý pták). Po příletu do New Yorku plánovali přistát na hladině v blízkosti Sochy Svobody, proto měl letoun utěsněný trup a odhoditelný podvozek. Po startu stroj několik dalších letadel doprovodilo až nad Lamanšský průliv. Tehdy jej viděli naposledy, neboť stroj s oběma letci zmizel. Pátrání bylo neúspěšné.
Tragédii o dva týdny později přebilo přistání Charlese Lindbergha v Paříži a Francouzi mu přichystali bouřlivé uvítání, i když truchlili pro velice oblíbeného Nungessera.
Na základě pozdějšího pátrání došli odborníci k tomu, že Levasseur Atlantik přeletěl, ale havaroval v hlubokých lesích na kanadsko-americké hranici a o trosky a těla se postarala příroda a divoká zvěř. Jeden z lovců ohlásil, že slyšel, jak nad jeho domem přelétlo letadlo, které o něco později havarovalo. Jiný lovec zase tvrdil, že našel v bažině letecký motor, když ale později přijel pátrací tým, nepodařilo se jim již ono místo nalézt. Pátrací výprava několik let poté našla dřevěné trosky, podobné částem trupu dvouplošníku. Nikdo ale dodnes nepřinesl a nejspíš již nepřinese hmatatelný důkaz a tak místo posledního odpočinku jednoho z největších hrdinů Francie, zůstane i nadále neznámé.